# Campanile Basso
Il Campanile Basso è una cima situata nella catena centrale del Gruppo delle Dolomiti di Brenta, nel Trentino occidentale.
Alto 2.877 metri sul livello del mare, è una guglia solitaria, a sezione tendenzialmente quadrata, situata tra il Campanile Alto (2.937 metri) e la cima Brenta Alta.
Il monolito, che svetta nel cuore del gruppo, è stato per lungo tempo considerato una montagna inaccessibile, in ragione dell'apparente assenza di fessure e della forte esposizione delle pareti.
A più di cento anni dalla prima ascensione alla vetta, il mito del Campanile affascina ancora molti alpinisti, che giungono sul Brenta da tutto il mondo per scalarlo.

## La storia

### I primi tentativi
Il primo alpinista a tentare l'ascensione al Campanile fu il trentino Carlo Garbari, uno dei più validi scalatori della fine del diciannovesimo secolo, assistito dalla guida Antonio Tavernaro e dal portatore Nino Pooli.
Il tentativo fu intrapreso la mattina del 12 agosto 1897, dall'attacco della parete est. I tre, partiti dal rifugio Tommaso Pedrotti, arrampicarono per dieci ore, ed abbandonarono l'opera ad appena venti metri dalla vetta.
In quell'occasione, Garbari lasciò un biglietto in una bottiglia incastrata sotto una roccia, in cui scrisse "chi raggiungerà questo biglietto? A lui auguro maggior fortuna!".
(Carlo Garbari, Un'ascensione al Campanile Basso – Annuario SAT, Trento 1896-1898)

### La conquista della vetta
Il biglietto fu raggiunto due anni più tardi da due giovani alpinisti austriaci, Otto Ampferer e Karl Berger, che intrapresero l'ascensione dotandosi di nuovi materiali, tra cui i chiodi, al tempo molto criticati. Dopo ore di arrampicata, anche Berger e Ampferer decisero di desistere. Nella discesa, tuttavia, Ampferer trovò una piccola ed esposta cengia, che dal punto in cui si era arrestato Garbari pareva condurre alla vetta lungo il traverso della parete nord. Due giorni più tardi, il 18 agosto 1899, i due austriaci riprovarono l'ascensione e raggiunsero la sommità della guglia.
La "corsa al Basso" si inserisce nel contesto dell'irredentismo e delle tensioni nazionalistiche tra alpinisti di lingua tedesca e alpinisti trentini tra la fine dell'800 e l'inizio del '900. La contesa per issare sulle cime la propria bandiera, con chiaro significato simbolico, era particolarmente accesa.
(Autori vari, Pubblicazione commemorativa della Società degli alpinisti tridentini (sezione del CAI) nel suo cinquantenario (1872-1922), Trento, SAT, 1922, pag. 60)

### Il dibattito sui nuovi materiali
Negli anni successivi seguirono molte altre ascensioni, anche attraverso altre vie. L'innovazione dei materiali, da cui traevano beneficio soprattutto gli alpinisti tedeschi, permisero la salita al Campanile a ben diciotto diverse cordate tra il 1899 e il 1904.
Non mancarono in quegli anni feroci polemiche sull'uso dei chiodi e dei moschettoni, con i puristi dell'arrampicata che deploravano l'uso dei nuovi materiali.
Tra i puristi si annoverava il grande alpinista austriaco Paul Preuss, sostenitore dell'arrampicata senza mezzi di assicurazione e senza corda, che intervenendo nel dibattito tra “puristi” e “arrampicatori in artificiale” citò ad esempio proprio il Campanile basso
(Paul Preuss)
Preuss salì sul Campanile il 28 luglio 1911. Fedele alla sua idea, vi ascese da solo e senza corda, lungo la parete est. L'impresa gli valse vasta fama.
Il 5 agosto 1933 venne tentata con successo anche la prima scalata in notturna. Autori del gesto due giovani amici trentini, Nello Mantovani e Bruno Detassis. Quest'ultimo, noto come “Re del Brenta” per le eccezionali doti di alpinista, salì sul campanile per 180 volte, l'ultima delle quali all'età di settantanove anni.

## Punti di osservazione
Per chi intende osservare il Campanile da valle, i luoghi più indicati sono Molveno ed Andalo. Dal prato antistante il rifugio “Montanara” di Molveno, la guglia offre forse il suo profilo più slanciato e suggestivo.
Sempre tra Molveno ed Andalo, ma ad una quota di 2.100 metri, il monolito può essere osservato dal Passo Clamer, cui si accede dal rifugio Montanara o dalla Malga Spora.
Il panorama forse più suggestivo è offerto però dalla terrazza panoramica naturale situata lungo il sentiero attrezzato Brentari, che collega il rifugio Agostini in Val d'Ambiez al Sentiero dell'Ideale che conduce al rifugio Pedrotti.
Una vista non meno affascinante è offerta agli escursionisti esperti che si cimentano con la Via delle Bocchette, nel tratto delle Bocchette Centrali. Mentre si percorre in cengia la Brenta Alta, si supera la base della Sentinella e si cammina lungo la cengia scavata nella Torre di Brenta, la guglia si mostra in tutta la sua bellezza da una distanza molto ravvicinata.

## Ascensioni
Molte sono le vie di salita al Campanile Basso, alcune classicissime addirittura sovraffollate, altre ben di rado ripetute. Alcune di queste sono:
- Via Normale: è la via dei primi salitori che parte dal sentiero delle Bocchette e sale a spirale sul fianco sud, per poi passare al versante est, poi al nord, all'ovest e di nuovo al nord. Cerca i punti deboli della torre con alcuni passaggi che sono divenuti celebri quali la "parete Pooli" (IV), il camino a Y che immette allo Stradone Provinciale, la parete Ampferer (III+) che consente l'accesso alla cima ed altri. La via è molto frequentata ed è una scalata su roccia solida e di soddisfazione con difficoltà medie di III e IV grado.
- Via Fehrmann: itinerario molto famoso e frequentato che sale il grande diedro della parete rivolta verso il rifugio Brentei. È stata tracciata nel 1908 da Rudolf Fehrmann e Oliver Perry Smith, supera un dislivello di 350 m con difficoltà di IV e IV+, specie nel passaggio noto come "fetta d'arancia", una lama di roccia gialla a strapombo.
- Via Graffer-Miotto: via aperta nel 1934 da Giorgio Graffer ed Antonio Miotto lungo lo spigolo dello Spallone. È divenuta una classica al Campanile Basso ed una delle vie più famose del gruppo. Supera lo spigolo per fessure e diedri con difficoltà costanti di V ed il passaggio chiave di VI-, per un dislivello di 350 m.
- Via Rovereto: è l'itinerario tracciato da Armando Aste e Angelo Miorandi nel 1961 al centro della parete che guarda verso il rifugio Brentei e che supera direttamente i grandi strapiombi gialli del Campanile. È una classica di alta difficoltà: 350 m di fino al VI e A2.
- Spigolo Fox: itinerario molto estetico che supera lo slanciato spigolo sud-est sopra la via normale, aperto nel 1937 da Pino Fox, Luigi Golser, Rizieri Costazza e Alessandro Disertori, molto frequentato ed apprezzato seppur breve: 180 m fino al V+.
- Maestri-Alimonta: è la via che sale gli strapiombi tra la via Fehrmann e la via Graffer aperto da Cesare Maestri ed Ezio Alimonta nel 1969, attualmente divenuto classico come alternativa alle vie più frequentate: 350 m di V e VI.

## Galleria d'immagini

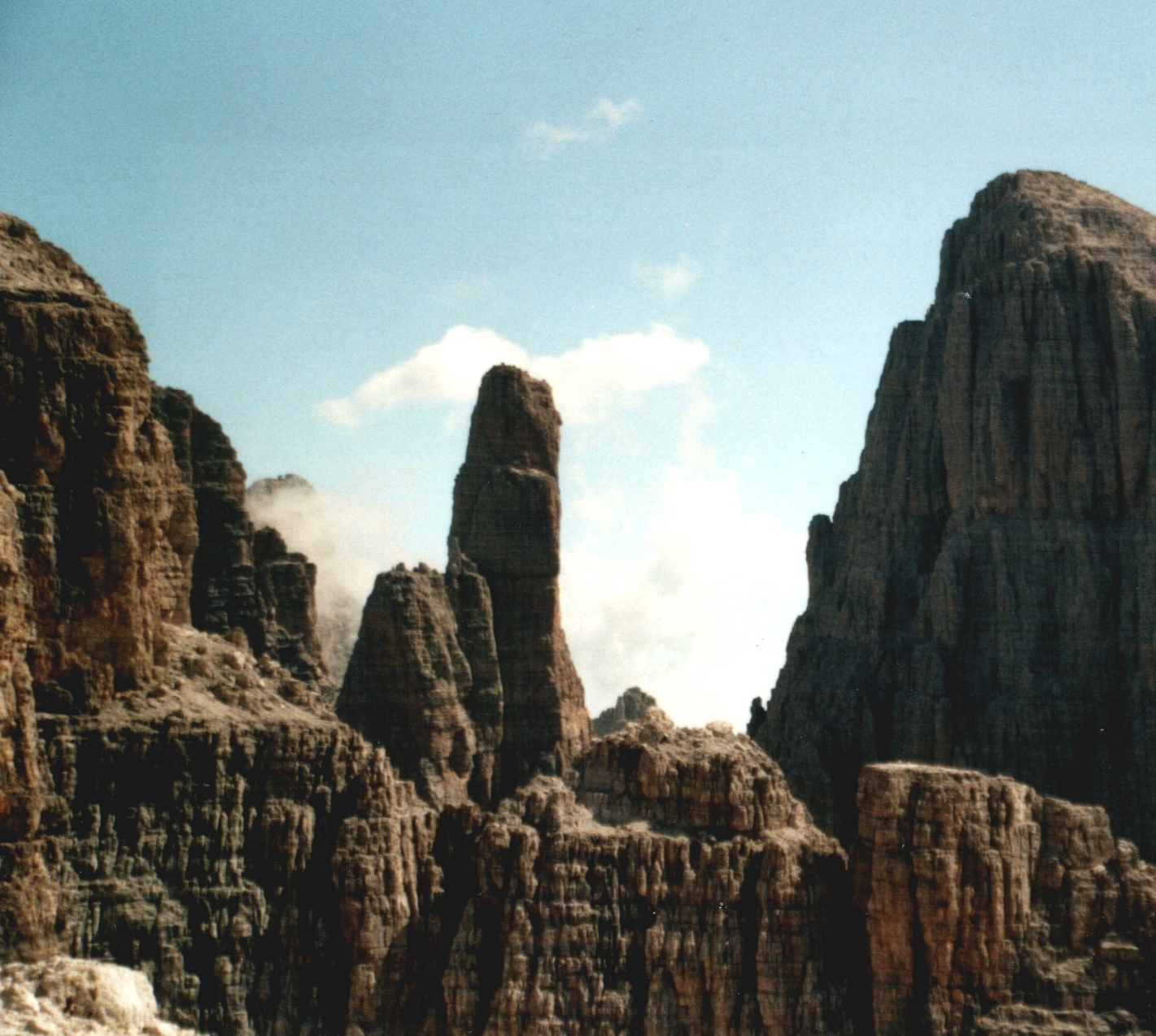
Il Campanile visto dalla ferrata Brentari. A destra la Cima Brenta Alta
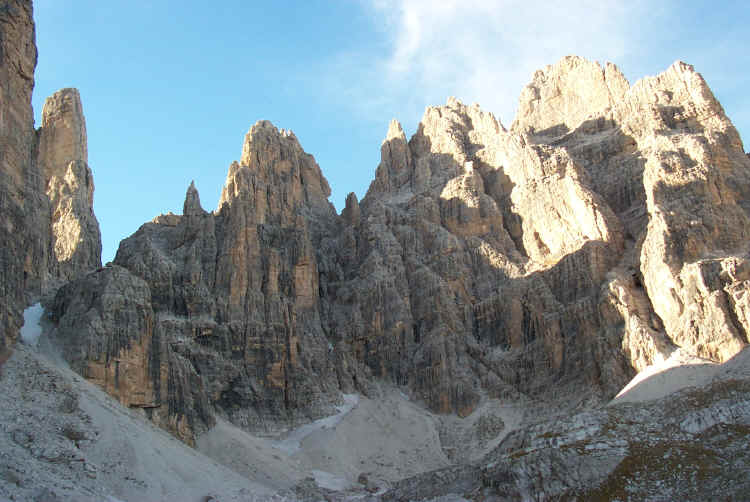
Il Campanile (a sinistra) e la Catena degli Sfùlmini
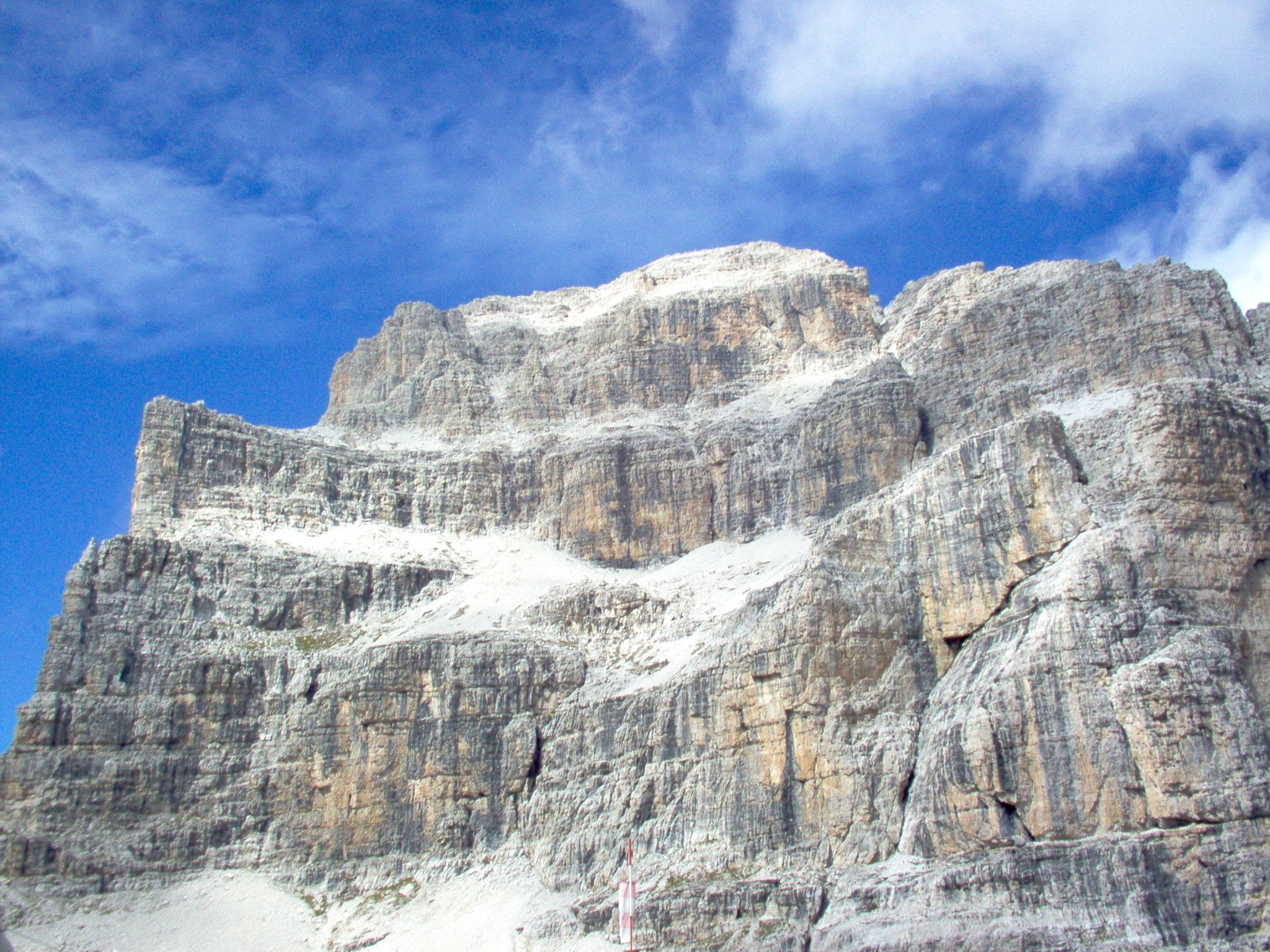
Cima Brenta Alta
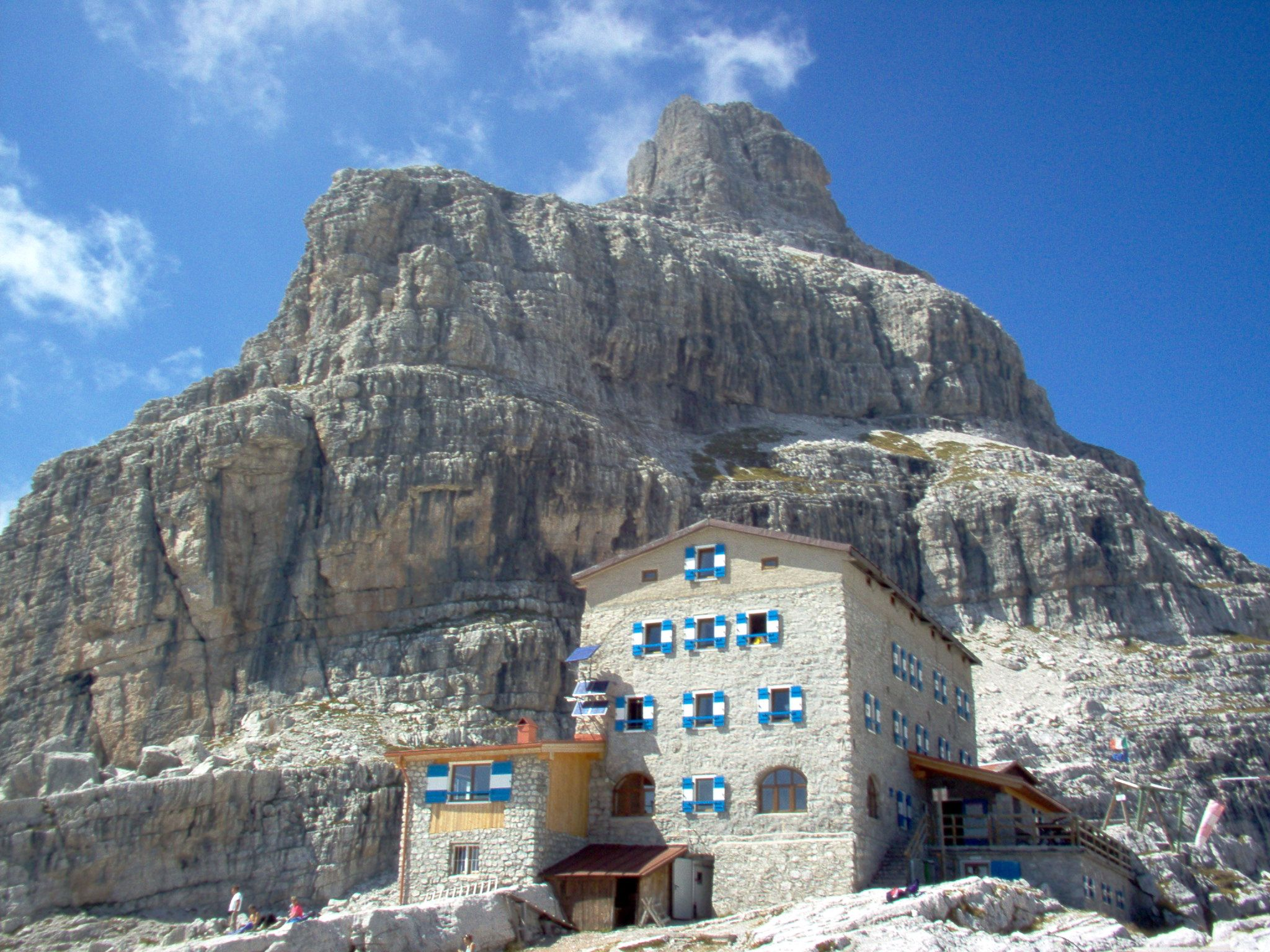
Il rifugio Tosa - Pedrotti